# Mycale parvasigma
Mycale parvasigma är en svampdjursart som beskrevs av Kazuo Hoshino 1981. Mycale parvasigma ingår i släktet Mycale och familjen Mycalidae. Inga underarter finns listade i Catalogue of Life.